# Арман, Поль Матисович

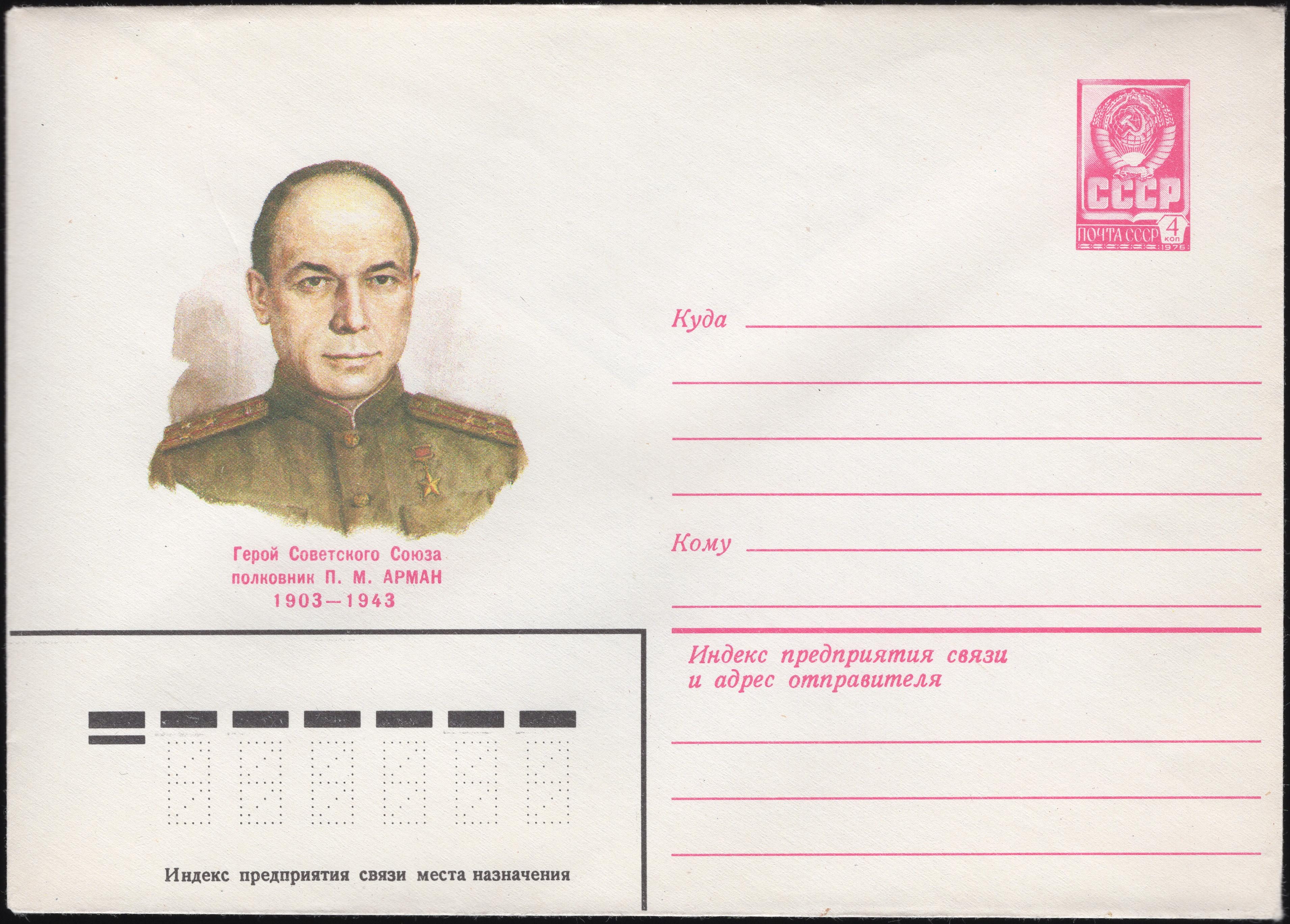
Почтовый конверт СССР, 1982 год

Поль Матисович Арман (известен как «майор Грейзе», настоящее имя — Петерис Пауль Тылтынь (Тылтыньш) латыш. Pēteris Pauls Tiltiņš; 22 марта [4 апреля] 1903 — 7 августа 1943) — советский офицер, полковник. Первый в истории Красной Армии танкист, удостоенный звания Героя Советского Союза. Брат кавалера ордена Ленина, разведчика Альфреда Тылтыньша.

## Биография

### Ранние годы
Родился 22 марта (4 апреля) 1903 года в имении Миттельгоф Добленского уезда Курляндской губернии Российской империи (ныне Видусмуйжа, Сесавская волость, Елгавский край, Латвия) в семье батрака Матиса Тылтыньша (1867—1939) и его супруги Гриеты, урожд. Мартинелли (1877—1945).
Стал комсомольцем в 1919, а коммунистом в 1920 году. Получил партийный псевдоним Spītnieks («упрямец» (латыш.)). В 1922 году кончил среднюю школу в Елгаве. Отслужил некоторое время в латвийской армии в Риге и Даугавпилсе, в 1923 году поступил в Латвийский университет. В 1925—1926 годах жил во Франции, где и получил удостоверение личности на имя Поль Арман, под которым вошёл в историю. Учился в Политехнической школе в Париже.

### В СССР
В 1926 году П. М. Арман иммигрировал в СССР, где вступил в Красную Армию. В 1928 году окончил Московское пехотное училище.
В 1928—1930 годах служил командиром взвода в 59-м стрелковом полку Ленинградского военного округа. Затем переведён в Московский военный округ командиром взвода разведки первой опытной механизированной бригады. В мае 1931 года переведён в Закавказский военный округ командиром автобронедивизиона. С декабря 1932 года — командир батальона в 5-й мотоброневой бригаде в Борисове.
В 1935 году окончил курсы усовершенствования технического состава при Военной академии механизации и моторизации РККА.

### На гражданской войне в Испании
В 1936 году П. М. Арман добровольцем отправился воевать в Испанию на стороне республиканцев, которым Советский Союз оказывал всестороннюю помощь — продовольствием, оружием и добровольцами. 13 октября в испанский порт Картахена прибыл советский теплоход «Комсомол» с советскими танками Т-26 и танкистами. В курортном городке Арчена была организована учебно-тренировочная база, где советские инструкторы должны были подготовить испанских танкистов. Занятия начались 17 октября и были рассчитаны на 15 дней. Однако с ухудшением обстановки на фронте под Мадридом 26 октября поступил приказ сформировать танковую роту в составе 15 машин и 45 бойцов, а также технического обеспечения, для обороны столицы Испании. Личный состав был представлен в основном красноармейцами, в некоторые экипажи в качестве наводчиков были добавлены испанцы, для общения с местным населением и испанской пехотой. Командовал ротой 33-летний Поль Арман, известный в Испании как капитан, а потом майор Грейзе (Greiser).
В ходе боевых действий проявил исключительное мужество, хладнокровие и инициативу. Участвовал в первом танковом бою с участием советских танкистов.
29 октября 1936 года в бою у населённого пункта Сесения (30 км южнее Мадрида) танковая рота под командованием капитана П. М. Армана нанесла противнику внезапный удар. Лично П. М. Арман уничтожил 3 танка и много живой силы противника. Находясь в горящем танке, несмотря на контузию, продолжал руководить боем роты. Подчинённый П. М. Армана, С. К. Осадчий, совершил в том бою первый в мире танковый таран, столкнул в лощину итальянскую танкетку «Ансальдо». Также в этом бою исключительное мужество и героизм проявил ещё один командир боевой машины — белорус Н. А. Селицкий.
Всего за этот день группа П. М. Армана уничтожила и рассеяла всадников и пехоты около двух эскадронов и двух батальонов, вывела из строя 12 орудий, два-три десятка транспортных машин с грузами и несколько танков.
За этот бой 31 декабря 1936 года Указом Президиума Верховного Совета СССР капитану Полю Матисовичу Арману было присвоено звание Героя Советского Союза.

### Между войнами
В январе 1937 П. М. Арман вернулся из Испании в СССР, ему было присвоено звание майора и он был назначен командиром 5-й механизированной бригады.
5 февраля 1937 выступил с часовым докладом в Кремле при Сталине об уроках использования советских танков в Испании. В Овальном зале Кремля собрались группа участников боев в Испании, работники оборонной промышленности, главные конструкторы, высший командный состав, руководители партии и правительства. Председательствовал на совещании нарком обороны К. Е. Ворошилов. Вскоре после этого был арестован по обвинению в шпионаже и пробыл в заключении до июня 1939, когда дело против него было прекращено.
С сентября 1939 по май 1941 — учился в Военной академии им. Фрунзе. По окончании — назначен заместителем командира 51-й танковой дивизии.

### Великая Отечественная война
На начало Великой Отечественной войны П. М. Арман был заместителем командира: 51-й танковой дивизии, в начале июля 41-го — 110-й танковой дивизии, командовал 11-й танковой бригадой, был командующим Бронетанковыми и механизированными войсками 4-й общевойсковой армии.
С 6 августа 1943 года — командир 122-й танковой бригады.

Сквозная атака! Смешались в кучу танки, люди… Сшибались в лоб, таранили друг друга, расстреливали сзади… сто немецких танков горело одновременно. Ах, если бы мне собственными глазами увидеть такой костер! Всего же там уничтожили около трехсот пятидесяти танков и штурмовых орудий. Сбили острие танкового клина, которым фашисты пытались нас расколоть!
— из письма жене и дочери с Волховского фронта о победе на Курской дуге под Прохоровкой.

Полковник П. М. Арман погиб от пули снайпера 7 августа 1943 года в бою у села Поречье Мгинского района Ленинградской области (ныне урочище на территории Кировского района Ленинградской области) в ходе Мгинской наступательной операции. Похоронен в городе Волхов Ленинградской области, на военном участке Новооктябрьского кладбища.

## Награды
- Герой Советского Союза (31 декабря 1936, медаль «Золотая Звезда» № 27)[8]
- орден Ленина (31 декабря 1936)
- орден Отечественной войны I степени (9 августа 1943)[9]